# 秋留台公園
秋留台公園（あきるだいこうえん）は東京都あきる野市にある都立公園（運動公園）。全天候舗装された第三種公認陸上競技場のほか、樹氷型噴水を中心とする広場、バラ園やコニファー園なども整備されている。

## 施設

### 運動施設
- 陸上競技場（第三種公認）[1]
  - トラック - 400m×8レーン、全天候舗装
  - フィールド - 105×69m、天然芝
  - スタンド - 6,700人収容（芝生席を含む）、車イス用観覧席あり
- 更衣棟
  - 更衣室、シャワー室

### 修景施設
- バラ園
- コニファー園
- バーベキュー広場

## アクセス
- 五日市線（JR東日本）東秋留駅または秋川駅から徒歩15分
- 駐車場：乗用車248台、バス7台（夜間閉鎖）